# IIHF divízió II-es jégkorong-világbajnokság
Az IIHF divízió II-es jégkorong-világbajnokság a Nemzetközi Jégkorongszövetség (International Ice Hockey Federation, IIHF) szervezésében, minden évben megrendezésre kerülő nemzetközi jégkorongtorna.

## Története
A torna 1961 és 2000 között a C csoportos jégkorong-világbajnokság nevet viselte. Az IIHF divízió II-es jégkorong-világbajnokság 2001-től két csoportra, A és B csoportra oszlott. A két csoport győztese jutott fel az IIHF divízió I-es jégkorong-világbajnokságba, a két utolsó pedig kiesett az IIHF divízió III-as jégkorong-világbajnokságba.
A 2011-es vb után a két csoportot egymás alá-fölé rendelték. 2012-től a divízió II A csoportjából az első csapat jut fel a divízió I B csoportjába, és az utolsó csapat kiesik a divízió II B csoportjába. A divízió II-es B csoportból az első csapat jut fel a divízió II A csoportjába, és az utolsó csapat kiesik a divízió III-ba.

## Divízió II
| Év   | Feljutott a divízió I-be | Feljutott a divízió I-be | Kiesett a divízió III-ba | Kiesett a divízió III-ba |
| ---- | ------------------------ | ------------------------ | ------------------------ | ------------------------ |
| 2001 | Dél-Korea                | Románia                  | Új-Zéland                | Mexikó                   |
| 2002 | Észtország               | Litvánia                 | Törökország              | Luxemburg                |
| 2003 | Dél-Korea                | Belgium                  | Mexikó                   | Izland                   |
| 2004 | Kína                     | Litvánia                 | Luxemburg                | Dél-afrikai Köztársaság  |
| 2005 | Horvátország             | Izrael                   | Törökország              | Izland                   |
| 2006 | Románia                  | Kína                     | Dél-afrikai Köztársaság  | Új-Zéland                |
| 2007 | Horvátország             | Dél-Korea                | Törökország              | Észak-Korea              |
| 2008 | Románia                  | Ausztrália               | Írország                 | Új-Zéland                |
| 2009 | Szerbia                  | Dél-Korea                | Észak-Korea              | Dél-afrikai Köztársaság  |
| 2010 | Spanyolország            | Észtország               | Törökország              | Izrael                   |
| 2011 | Ausztrália               | Románia                  | Észak-Korea              | Írország                 |

| Év   | Feljutott                        | Feljutott                        | Kiesett                          | Kiesett                          |
| Év   | a divízió I B-be                 | a divízió II A-ba                | a divízió II B-be                | a divízió III-ba                 |
| ---- | -------------------------------- | -------------------------------- | -------------------------------- | -------------------------------- |
| 2012 | Észtország                       | Belgium                          | Új-Zéland                        | Dél-afrikai Köztársaság          |
| 2013 | Horvátország                     | Izrael                           | Spanyolország                    | Bulgária                         |
| 2014 | Észtország                       | Spanyolország                    | Izrael                           | Törökország                      |
| 2015 | Románia                          | Kína                             | Ausztrália                       | Dél-afrikai Köztársaság          |
| 2016 | Hollandia                        | Ausztrália                       | Kína                             | Bulgária                         |
| 2017 | Románia                          | Kína                             | Spanyolország                    | Törökország                      |
| 2018 | Hollandia                        | Spanyolország                    | Izland                           | Luxemburg                        |
| 2019 | Szerbia                          | Izrael                           | Belgium                          | Észak-Korea                      |
| 2020 | A Covid19-pandémia miatt törölve | A Covid19-pandémia miatt törölve | A Covid19-pandémia miatt törölve | A Covid19-pandémia miatt törölve |
| 2021 | A Covid19-pandémia miatt törölve | A Covid19-pandémia miatt törölve | A Covid19-pandémia miatt törölve | A Covid19-pandémia miatt törölve |
| 2022 | Kína, Hollandia                  | Grúzia, Izland                   | –                                | –                                |
| 2023 | Spanyolország                    | Egyesült Arab Emírségek          | Grúzia                           | Mexikó                           |
| 2024 | Horvátország                     | Belgium                          | Izland                           | Törökország                      |
| 2025 | Hollandia                        | Grúzia                           | Izrael                           | Thaiföld                         |

## C csoport
Az IIHF C csoportos jégkorong-világbajnokság győztesei 1961 és 2000 között.
| Év   | Csapat           |
| ---- | ---------------- |
| 1961 | Románia          |
| 1963 | Ausztria         |
| 1966 | Olaszország      |
| 1967 | Japán            |
| 1969 | Japán            |
| 1970 | Ausztria         |
| 1971 | Románia          |
| 1972 | Ausztria         |
| 1973 | Norvégia         |
| 1974 | Svájc            |
| 1975 | Norvégia         |
| 1976 | Ausztria         |
| 1977 | Olaszország      |
| 1978 | Hollandia        |
| 1979 | Jugoszlávia      |
| 1981 | Ausztria         |
| 1982 | Japán            |
| 1983 | Hollandia        |
| 1985 | Franciaország    |
| 1986 | Norvégia         |
| 1987 | Japán            |
| 1989 | Hollandia        |
| 1990 | Jugoszlávia      |
| 1991 | Dánia            |
| 1992 | Nagy-Britannia   |
| 1993 | Lettország       |
| 1994 | Szlovákia        |
| 1995 | Fehéroroszország |
| 1996 | Kazahsztán       |
| 1997 | Ukrajna          |
| 1998 | Magyarország     |
| 1999 | Hollandia        |
| 2000 | Magyarország     |